# Bob Byman
Robert Byman (Poughkeepsie, NY, 1955) is een Amerikaanse golfprofessional.

## Amateur
Byman won in 1972 het US Junior Kampioenschap en kwalificeerde zich dat jaar als jongste speler ooit voor het US Open. Hij studeerde  op Wake Forest, waar hij College golf speelde.

#### Gewonnen
- 1976: Northeast Amateur

## Professional
Byman werd in 1976 professional. Het lukte de eerste jaren niet om zich te kwalificeren voor de Amerikaanse PGA Tour dus hij speelde de minitours en zocht zijn geluk in andere werelddelen. Hij won toernooien in Nieuw-Zeeland en Europa. Eind 1977 stond hij op de 4de plaats van de Europese Order of Merit.
In 1977 en 1978 won hij het Open in Nederland. In 1985 speelde hij weer het KLM Dutch Open, ditmaal op Noordwijk. Zijn caddie was de toen beloftevolle golfster Janine Kalff, lid van de Hilversumsche.
In 1977 won hij voor het eerst het Scandinavisch Open in Zweden, waarbij hij de play-off won van Hugh Baiocchi, Severiano Ballesteros, Howard Clark en Greg Norman.
Van 1979–1984 speelde Byman op de Amerikaanse Tour en vanaf 2005 op de Champions Tour. Ook speelde hij in 2005 vijf toernooien in de Europese Seniors.

#### Gewonnen
- 1977: KLM Dutch Open, Nieuw-Zeeland Open, Scandinavian Enterprise Open
- 1978: KLM Dutch Open
- 1979 Bay Hill Citrus Classic (US) na play-off tegen John Schroeder.
- 1982: Scandinavian Enterprise Open